# Syntrichia magellanica
Syntrichia magellanica är en bladmossart som beskrevs av Richard Henry Zander 1993. Syntrichia magellanica ingår i släktet skruvmossor, och familjen Pottiaceae. Inga underarter finns listade i Catalogue of Life.